# گود-فیل
گود-فیل (انگلیسی: Good-Feel) شرکت بازی ویدئویی ژاپنی است، که در سال ۲۰۰۵ تأسیس شد.